# 细叶冷水花
细叶冷水花（学名：Pilea somai）为荨麻科冷水花属的植物，为台灣特有植物。分布在台湾等地，一般生长在中低山，目前尚未由人工引种栽培。

## 别名
细叶冷水麻（台湾植物志）